# Campagna Lupia
Campagna Lùpia (IPA: [kamˈpaɲɲa ˈlupja], Canpagna IPA: [kaŋ'paɲa] in veneto) è un comune italiano di 7 152 abitanti della città metropolitana di Venezia in Veneto.
Fa parte dell'unione di comuni Città della Riviera del Brenta.

## Origini del nome
Prima del R.D. del 21 luglio 1867 si chiamava semplicemente Campagna. Il toponimo deriva chiaramente dalla voce campagna. La specificazione Lupia era, in origine, un appellativo con significato di luogo sabbioso ed incolto, campi dove un fiume si spande; tale nome si pensa possa essere collegato alla voce latina alluvies (piena). "Lùpia" è interpretato come una italianizzazione di "de Lova"; il paese infatti era la parte di campagna del paese Lova, il cui nome significa lupa in Lingua veneta.

## Storia

### Preistoria
L'area fu popolata fin dal neolitico da popolazioni paleovenete.
Fin dal tempo neolitico, sorsero dei piccoli villaggi di pescatori-raccoglitori, che nell'epoca seguente, l'età del bronzo, in tutta la sua estensione temporale, continuarono la stessa vita, sempre più aumentando la qualità, fino all'età dei palafitticoli, poi dei terramaricoli ed infine dei Venetkens, gli antichi Veneti.
La vita di quei tempi era principalmente di tipo fluviale.

### Contatto con i greci
Già i veneti, dal IX secolo a.C., cominciarono a coltivare la terra in maniera più estensiva e a commerciare in gran quantità con i
Greci, che ad Hatria (Adria) posero il probabile primo emporio commerciale, anche se molto prima altri commercianti greci erano arrivati, al tempo della civiltà minoica, come si evince dai micro ritrovamenti di Frattesina di Rovigo, di Torcello e di alcune altre località che pian piano stanno emergendo con gli scavi di profondità occasionali.

### Epoca romana
Sotto l'influenza dell'impero romano, quando la zona fu attraversata dalla via Popilia, vi fu insediata una colonia romana.
All'arrivo dei Romani nel III secolo a.C., tutto il territorio era un'immensa et obscura silva glandaria, cioè una sterminata selva di querce, come la descrisse poi Tito Livio di Padova. Il territorio era spesso acquitrinoso e quindi oltre a piante tipicamente idrofile, anche un tipo di quercia cresceva rigogliosa, la quercus farnia, almeno nelle zone più alte, dove i molti meandri del Brenta serpeggiavano sulla piatta pianura.
Solo con l'arrivo dei Romani le campagne più alte furono roncate, furono tagliati i boschi, svegrate le terre, tolte le radici e poi arate e rese coltivabili. La zona era abbastanza lontana dalla prima via di comunicazione più alta ed interna, la via consolare Postumia, costruita nel 143 a.C., quindi solo un secolo dopo i Latini vi arrivarono, ma non fu costruita una centuriazione, proprio per le grandi zone a paludi e piccole lagune presenti in tutta la bassa pianura veneta. Campagna nacque come insediamento agricolo dell'entroterra.

### Medioevo - Repubblica di Venezia
Fu campo di battaglia tra i Carraresi e i Veneziani e nel 1405, con Padova, entrò a far parte della Repubblica Serenissima.

### Storia moderna
Nel 1867 il comune di Campagna prese la nuova denominazione di Campagna Lupia.

### Simboli
Lo stemma e il gonfalone di Campagna Lupia sono stati concessi con decreto del presidente della Repubblica del 30 marzo 2004
Stemma
Lo stemma è costituito da uno scudo sannitico diviso a metà, circondato da due rami di quercia e di alloro legati insieme dal nastro tricolore. Sopra è di colore azzurro e sotto è di colore verde. Al centro è posizionata una lupa dorata rivolta verso destra.
Gonfalone

Lo stemma con la lupa
Il gonfalone

## Geografia fisica

### Territorio
Il territorio di Campagna Lupia è diviso in due parti: la pianura, ad ovest, dove sono presenti il capoluogo e le varie frazioni, e le valli, ad est, che occupano una buona parte del territorio comunale.

#### Le valli
Numerose sono le valli umide da pesca presenti nel territorio, e fra queste quelle in funzione sono: Serraglia, Contarina, Averto (diventata oasi del WWF Italia), Cornio Alto e Basso, Zappa, famosa per il suo casone, Figheri e Pierimpiè. La parte esterna verso mare è disseminata di altre valli, ormai abbandonate, come la Rivola, Barenon, Sora-Bon, Millecampi e Prime Poste.

## Società

### Evoluzione demografica
Abitanti censiti

### Etnie e minoranze straniere
Al 2018 le persone straniere residenti nel comune di Campagna Lupia ammontavano a 562, così suddivise per principali Paesi di provenienza:
1. Romania, 153 (27,22% della popolazione straniera)
2. Cina, 120 (21,35% della popolazione straniera)
3. Marocco, 89 (15,84% della popolazione straniera)
4. Moldavia, 41 (7,30% della popolazione straniera)
5. Albania, 41 (7,30% della popolazione straniera)

## Monumenti e luoghi d'interesse

### Piazze
- Piazza Giacomo Matteotti, chiamata in passato Piazza delle scuole, per via della posizione delle prime scuole elementari, e Piazza mercato, ospitava in passato una Casa del Fascio.
- Piazza Giorgio Amendola

### Statue

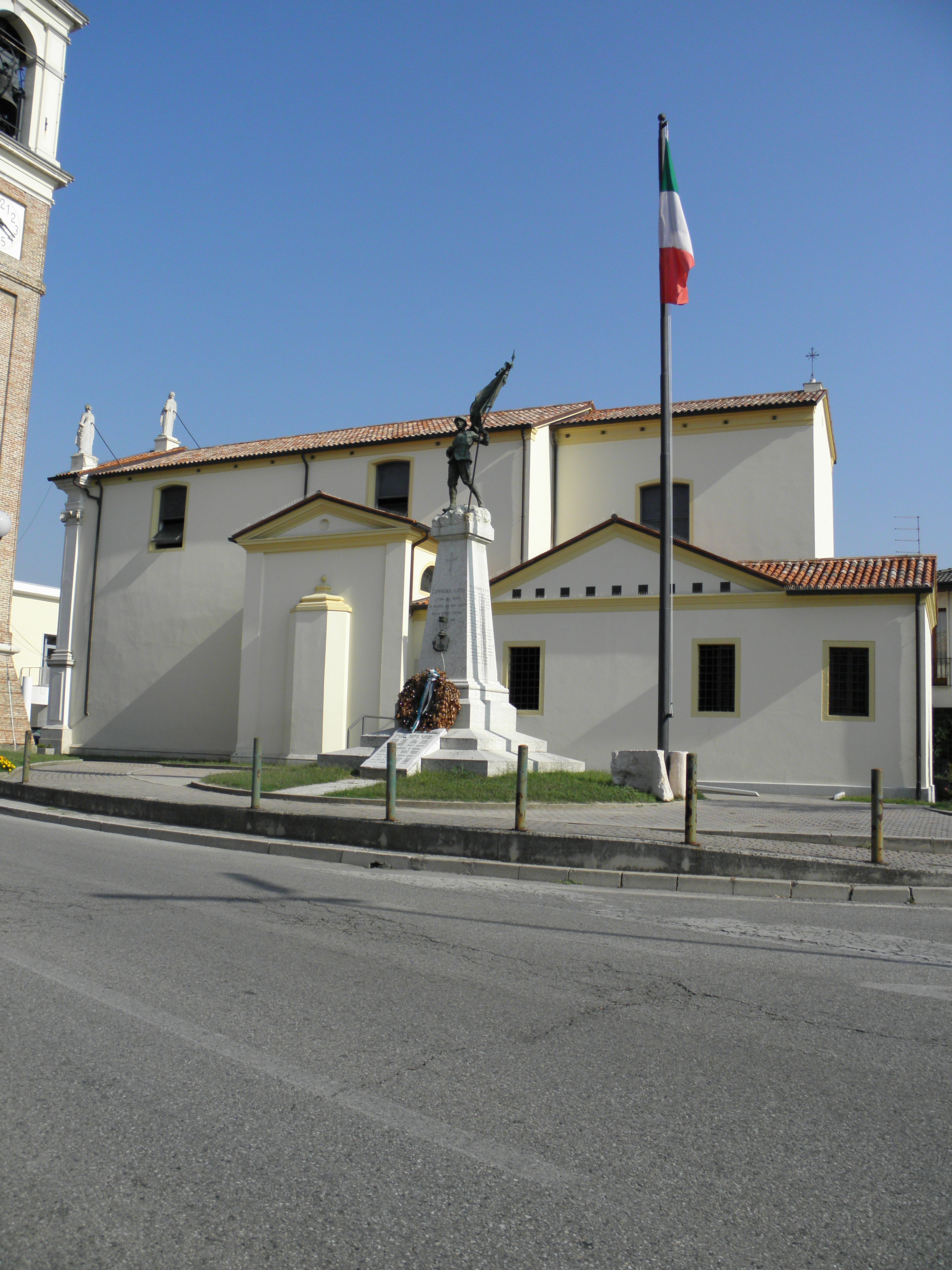
Il monumento ai caduti

- Monumento ai partigiani, si trova vicino al centro civico.
- Monumento ai caduti, situato accanto alla chiesa paesana.

### Architetture civili
- Villa Colonda Marchesini (già Zorzi), è una villa risalente al 1572, che oggi ospita il Comune di Campagna Lupia.

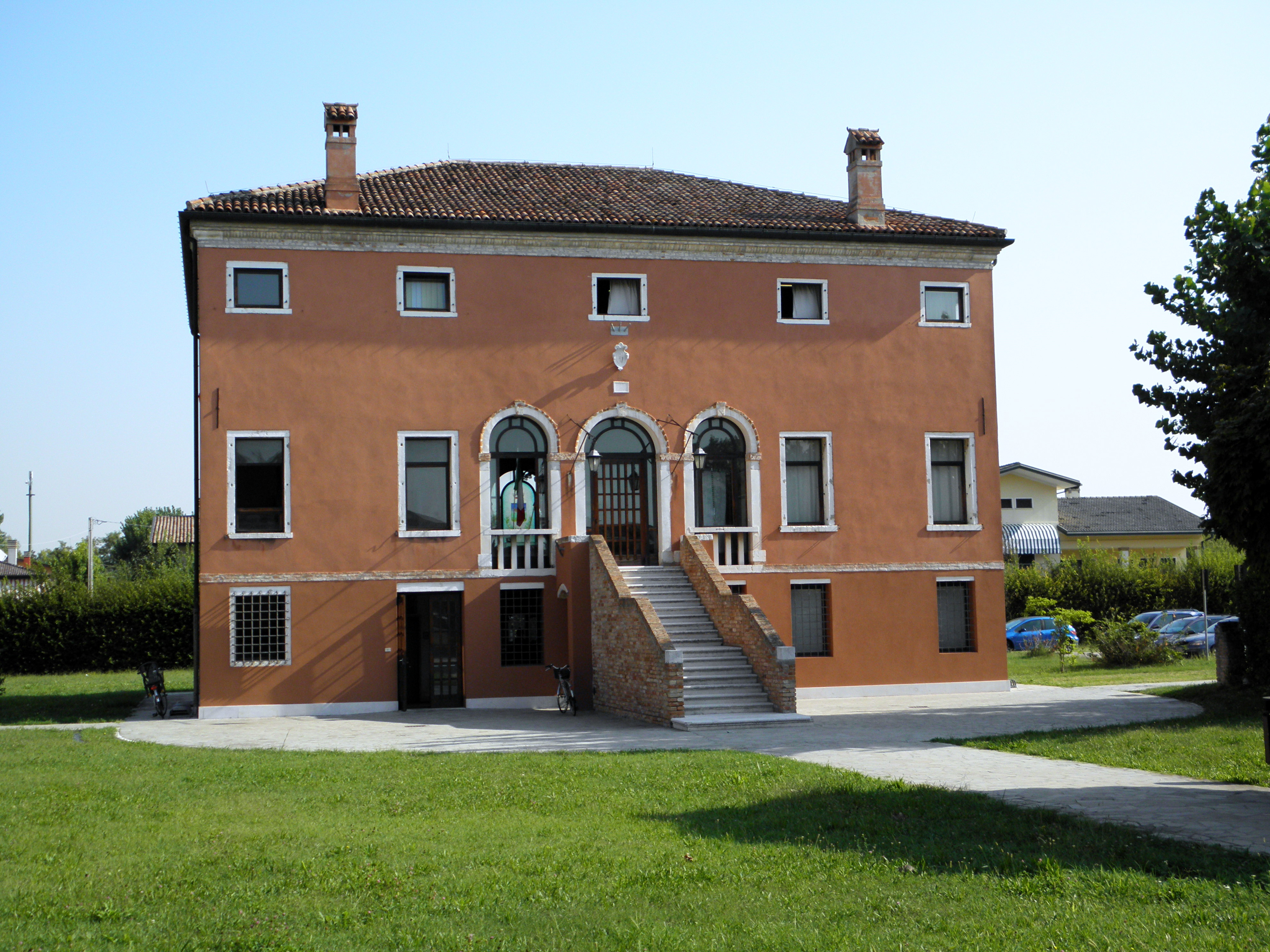
Il municipio

- Casone di Valle Zappa, si trova sull'omonima valle da pesca ed è diventato il simbolo della locale Pro Loco.

### Architetture religiose
- Chiesa di San Pietro Apostolo
- Canonica

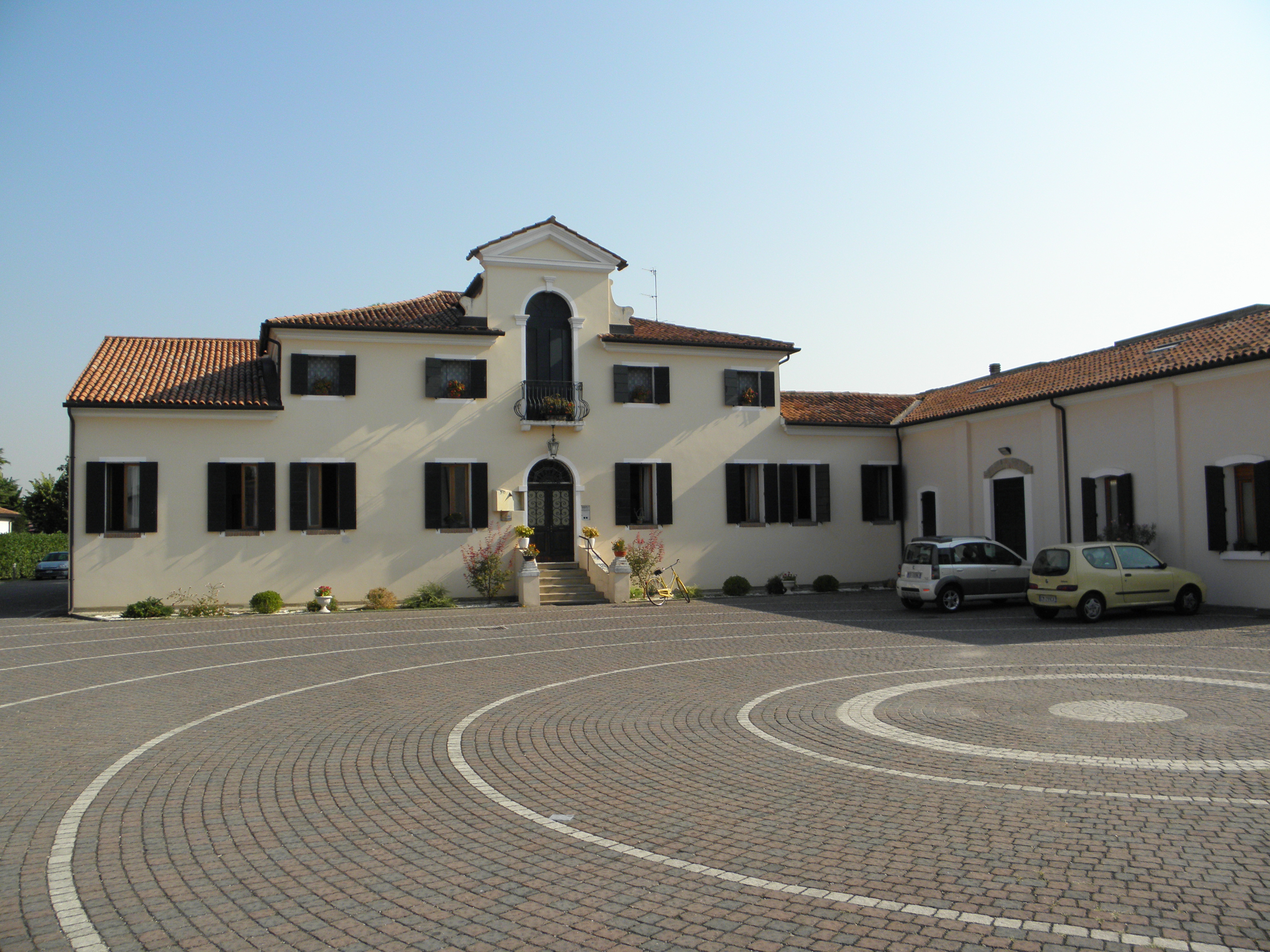
La canonica

- Capitello della Madonna, inaugurato nel 1950, l'Anno Santo della Madonna Pellegrina. Si trova all'incrocio tra Via Repubblica, Via Guglielmo Marconi e Via IV Novembre.

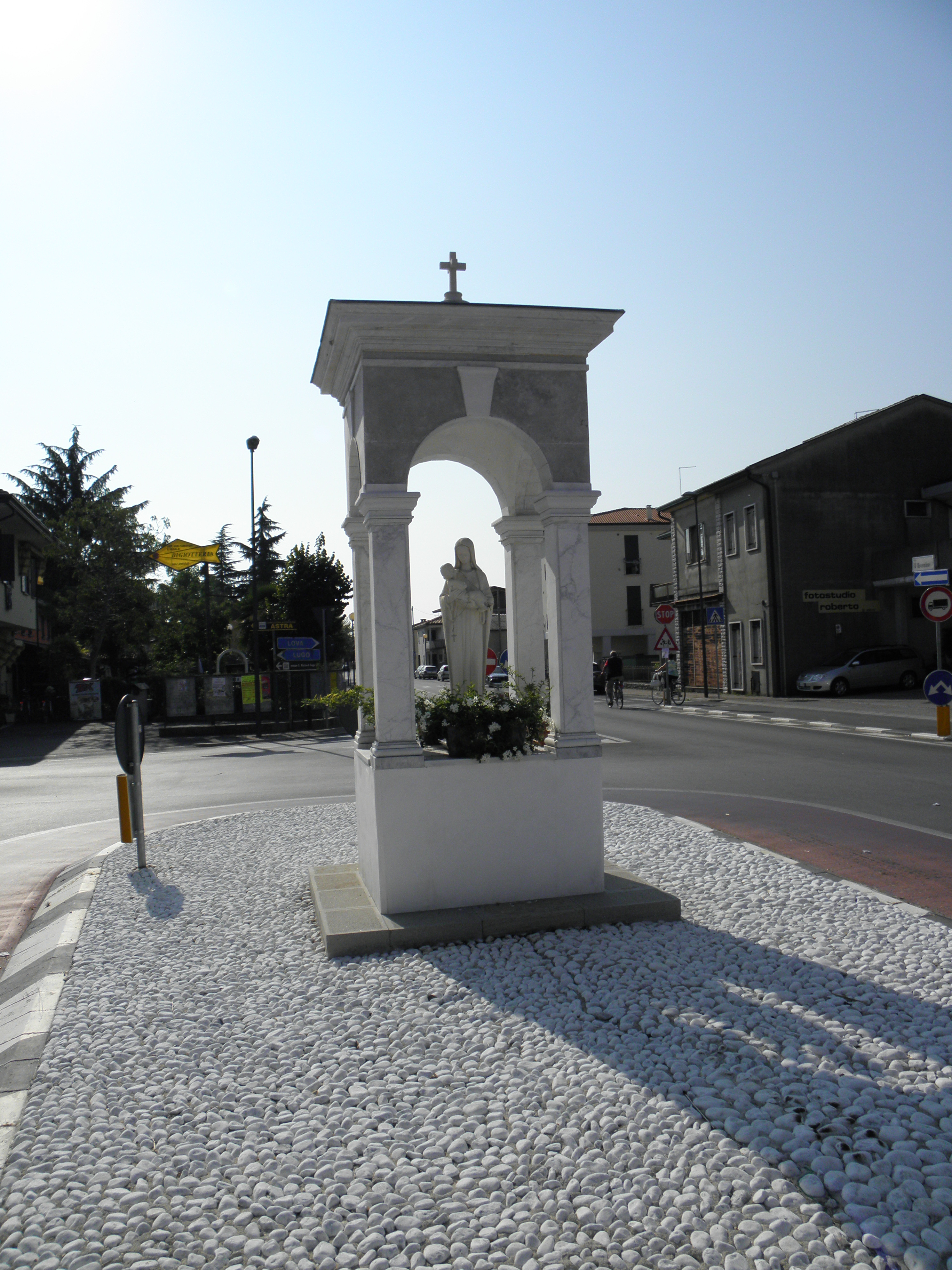
Il capitello mariano

### Aree naturali

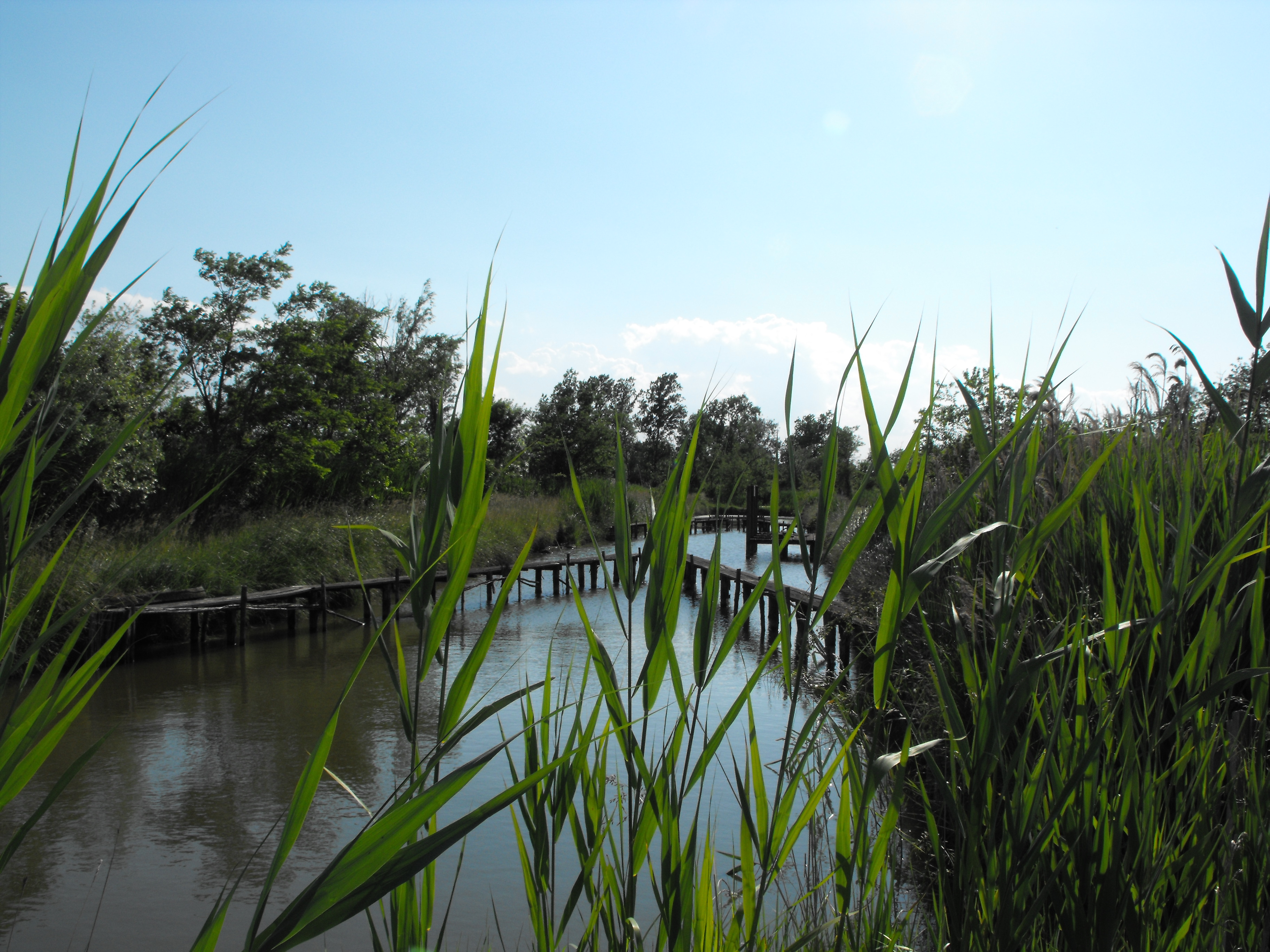
Uno scorcio dell'oasi di Valle Averto

- Valli della laguna di Venezia

## Cultura

### Eventi
Alla fine del mese di giugno si svolge la Sagra di San Pietro apostolo, patrono del paese.

### Istruzione

#### Scuole
- Scuola materna Madonna del Rosario
- Scuola materna Maria Immacolata (Lova)
- Scuola materna Il Piccolo Principe
- Scuola primaria Giacomo Leopardi
- Scuola primaria Fratelli Bandiera (Lughetto)
- Scuola secondaria di primo grado Achille Mario Dogliotti

Le ultime quattro scuole, insieme, formano l'Istituto Comprensivo Aldo Moro.

## Geografia antropica

### Suddivisioni amministrative
Al comune appartengono le frazioni di Lova e di Lughetto e la località di Lugo.

## Infrastrutture e trasporti

### Strade
Nel comune di Campagna Lupia sono presenti circa 72 km di strade, suddivisi in 92 vie, che possono essere parte di una strada provinciale o di una strada statale, 1 strada di una piazza, 14 vicoli e 1 largo.

### Ferrovie
Nella parte occidentale di Campagna Lupia passa la ferrovia Adria-Mestre, e l'unica stazione è quella di Casello 8.

### Piste ciclabili
Campagna Lupia è servita di una pista ciclabile che passa per Via Maria Montessori e per il Largo Enzo Ferrari e, grazie ai lavori del 2019, in parte per Via dello Stadio.

## Sport

### Impianti sportivi
- Stadio
- Palazzetto dello sport

### Eventi
- Mini Olimpiadi, vengono organizzate dallo stesso comune e dall'I.C. Aldo Moro e si svolgono ogni anno nel mese di maggio dal 2002. Alla competizione sportiva gareggiano le scuole primarie del comune e la scuola media, con una classe vincitrice per ogni annata.
- Paralimpiadi

## Amministrazione

### Sindaci dal 1946
| Nominativo                                           | Nominativo                                        | Partito / Coalizione                              | Periodo                                           | Elezione                                          |
| Sindaci eletti dal Consiglio comunale (1946-1993)    | Sindaci eletti dal Consiglio comunale (1946-1993) | Sindaci eletti dal Consiglio comunale (1946-1993) | Sindaci eletti dal Consiglio comunale (1946-1993) | Sindaci eletti dal Consiglio comunale (1946-1993) |
| ---------------------------------------------------- | ------------------------------------------------- | ------------------------------------------------- | ------------------------------------------------- | ------------------------------------------------- |
|                                                      | Gaudio Canton                                     | Partito Comunista Italiano                        | 1946-1956                                         | 1946                                              |
| 1951                                                 | Gaudio Canton                                     | Partito Comunista Italiano                        | 1946-1956                                         |                                                   |
|                                                      | Adelino Marchiori                                 | Partito Comunista Italiano                        | 1956-1980                                         | 1956                                              |
| 1960                                                 | Adelino Marchiori                                 | Partito Comunista Italiano                        | 1956-1980                                         |                                                   |
| 1964                                                 | Adelino Marchiori                                 | Partito Comunista Italiano                        | 1956-1980                                         |                                                   |
| 1970                                                 | Adelino Marchiori                                 | Partito Comunista Italiano                        | 1956-1980                                         |                                                   |
| 1975                                                 | Adelino Marchiori                                 | Partito Comunista Italiano                        | 1956-1980                                         |                                                   |
|                                                      | Igli Bernardi                                     | Partito Comunista Italiano                        | 1980-1987                                         | 1980                                              |
| 1985                                                 | Igli Bernardi                                     | Partito Comunista Italiano                        | 1980-1987                                         |                                                   |
|                                                      | Virginio Ragazzo                                  | Partito Comunista Italiano                        | 1987-1990                                         | (1985)                                            |
|                                                      | Guido Moressa                                     | Partito Comunista Italiano (1990-91)              | 1990-1992                                         | 1990                                              |
|                                                      | Guido Moressa                                     | Partito Democratico della Sinistra (1991-92)      | 1990-1992                                         | 1990                                              |
|                                                      | Vasco Malerba                                     | Partito Socialista Italiano                       | 1992-1993                                         | (1990)                                            |
|                                                      | Filippo Di Gregorio (Commiss. prefettizio)        | -                                                 | 1993                                              | -                                                 |
| Sindaci eletti direttamente dai cittadini (dal 1993) |                                                   |                                                   |                                                   |                                                   |
|                                                      | Guido Moressa                                     | Sinistra                                          | 1993-2002                                         | 1993                                              |
|                                                      | Guido Moressa                                     | Centro-sinistra                                   | 1993-2002                                         | 1997                                              |
|                                                      | Angelo Ragazzo                                    | Centro-sinistra                                   | 2002-2007                                         | 2002                                              |
|                                                      | Fabio Livieri                                     | Centro-destra                                     | 2007-2017                                         | 2007                                              |
| 2012                                                 | Fabio Livieri                                     | Centro-destra                                     | 2007-2017                                         |                                                   |
|                                                      | Alberto Natin                                     | Centro-destra                                     | 2017-in carica                                    | 2017                                              |
| 2022                                                 | Alberto Natin                                     | Centro-destra                                     | 2017-in carica                                    |                                                   |

### Gemellaggi
- Fondazione Città della Speranza